# ФК Слога Лесковац
ФК Слога Лесковац је српски фудбалски клуб из Лесковца, и тренутно се такмичи у Зони Југ, четвртом такмичарском нивоу српског фудбала. Клуб је основан 1946. године.